# Gaétan Boucher
Pour les articles homonymes, voir Boucher et Gaétan Boucher (homonymie).
Ne doit pas être confondu avec Gaëtan Boucher.
Gaétan Boucher, O.C. (né à Charlesbourg le 10 mai 1958) est un patineur de vitesse sur longue piste québécois quadruple médaillé olympique. Il conserva le titre d'olympien canadien le plus décoré des jeux d'hiver jusqu'aux Jeux olympiques d'hiver de 2002.
À Québec, dans l'arrondissement Sainte-Foy–Sillery–Cap-Rouge, l'anneau de glace a été nommé en son honneur. Depuis quelques années, il est également analyste des épreuves de patinage de vitesse sur longue piste aux Jeux olympiques.
À Longueuil, dans l'arrondissement Saint-Hubert, un aréna a été nommé en son honneur, le centre sportif Gaétan-Boucher, le 
boulevard Gaétan-Boucher et l'école Gaétan-Boucher

## Palmarès

### Jeux olympiques
- Lake Placid 1980
  -  Médaille d'argent au 1 000 mètres
- Sarajevo 1984
  -  Médaille d'or au 1 000 mètres
  -  Médaille d'or au 1 500 mètres
  -  Médaille de bronze au 500 mètres

## Distinctions
- 1983 -  Membre de l'Ordre du Canada[1]
- 1984 - Prix Maurice-Richard
- 1984 -  Officier de l'Ordre du Canada[1]
- 1984 - Trophée Lou Marsh
- 1985 -  Chevalier de l'Ordre national du Québec[2]